# Fokker D.II
El Fokker D.II va ser un biplà de combat alemany que va ser usat en la Primera Guerra Mundial. Va ser un avió de combat d'un sol seient desenvolupat abans del Fokker D.I. Va ser basat en el prototip del M.17, amb ales sense escalonar de badia única i un fuselatge més llarg i menor envergadura que els D.II de producció. Va utilitzar un motor de 75 kW (100 CV) Oberursel U.I, cosa que va fer del D.II amb poca força, encara que l'única metralladora de 7,92 mm lMG 08 era normal al 1916. L'exèrcit alemany va comprar 177 unitats.